# Bromuro di benzile
Il bromuro di benzile è un composto chimico.

## Composizione
È un composto organico che contiene un anello benzenico al quale è legato un gruppo benzile (-CH2C6H5) sostituito da un atomo di bromo (Br). La formula chimica del bromuro di benzile è C7H7Br.

## Utilizzo
Il bromuro di benzile è utilizzato in chimica organica come reagente per la sintesi di vari composti organici, inclusi alcoli, ammine, e altri derivati del benzile. Può essere impiegato in reazioni di sostituzione nucleofila, in cui il bromo può essere sostituito da altri gruppi funzionali, permettendo la formazione di nuovi composti. Questo reagente può essere tossico e irritante per la pelle e le vie respiratorie, quindi deve essere maneggiato con precauzione in un ambiente controllato.